# Amphoe Bang Khla
Amphoe Bang Khla (in Thai: อำเภอ บางคล้า) ist ein Landkreis (Amphoe – Verwaltungs-Distrikt) in der Provinz Chachoengsao.  Die Provinz Chachoengsao liegt im östlichen Teil der Zentralregion von Thailand. 

## Geographie
Benachbarte Distrikte (von Osten im Uhrzeigersinn): die Amphoe Ratchasan, Plaeng Yao, Ban Pho, Mueang Chachoengsao und Khlong Khuean in der Provinz Chachoengsao sowie Amphoe Ban Sang in der Provinz Prachin Buri.
Der wichtigste Fluss im Landkreis ist der Maenam Bang Pakong (Bang-Pakong-Fluss).

## Geschichte
Bang Khla wurde 1901 eingerichtet, das Verwaltungs-Gebäude lag im Wat Mai Bang Khla, welches heute im Tambon Ban Suan liegt. Ban Bang Khla liegt am Khlong (Kanal) Bang Khla. Als die Verwaltung nicht mehr im Zentrum des Kreises lag, verlegte die Regierung sie in den Tambon Tao Sura, etwa fünf Kilometer von dem vorherigen Ort entfernt. Später wurde der Name des Tambon in Bang Khla geändert, um mit dem Namen des Kreises übereinzustimmen.

## Bildung
In Amphoe Bang Rachan befindet sich ein Nebencampus der Rajabhat-Rajanagarindra-Universität.

## Verwaltung

### Provinzverwaltung
Der Landkreis Bang Khla ist in neun Tambon („Unterbezirke“ oder „Gemeinden“) eingeteilt, die sich weiter in 56 Muban („Dörfer“) unterteilen.
| Nr. | Name          | Thai      | Muban | Einw. |
| --- | ------------- | --------- | ----- | ----- |
| 01. | Bang Khla     | บางคล้า    | 0-    | 9.314 |
| 04. | Bang Suan     | บางสวน    | 04    | 2.136 |
| 08. | Bang Krachet  | บางกระเจ็ด | 09    | 4.590 |
| 09. | Pak Nam       | ปากน้ำ     | 12    | 5.490 |
| 10. | Tha Thonglang | ท่าทองหลาง | 06    | 4.605 |
| 11. | Sao Cha-ngok  | สาวชะโงก  | 06    | 3.131 |
| 12. | Samet Nuea    | เสม็ดเหนือ  | 06    | 4.921 |
| 13. | Samet Tai     | เสม็ดใต้    | 06    | 5.043 |
| 14. | Hua Sai       | หัวไทร     | 07    | 6.345 |

Hinweis: Die fehlenden Geocodes beziehen sich auf die Tambon, die heute zum Amphoe Khlong Khuean gehören.

### Lokalverwaltung
Es gibt zwei Kommunen mit „Kleinstadt“-Status (Thesaban Tambon) im Landkreis:
- Bang Khla (Thai: เทศบาลตำบลบางคล้า) bestehend aus dem kompletten Tambon Bang Khla.
- Pak Nam (Thai: เทศบาลตำบลปากน้ำ) bestehend aus dem kompletten Tambon Pak Nam.

Außerdem gibt es sieben „Tambon-Verwaltungsorganisationen“ (องค์การบริหารส่วนตำบล – Tambon Administrative Organizations, TAO)
- Bang Suan (Thai: องค์การบริหารส่วนตำบลบางสวน) bestehend aus dem kompletten Tambon Bang Suan.
- Bang Krachet (Thai: องค์การบริหารส่วนตำบลบางกระเจ็ด) bestehend aus dem kompletten Tambon Bang Krachet.
- Tha Thonglang (Thai: องค์การบริหารส่วนตำบลท่าทองหลาง) bestehend aus dem kompletten Tambon Tha Thonglang.
- Sao Cha-ngok (Thai: องค์การบริหารส่วนตำบลสาวชะโงก) bestehend aus dem kompletten Tambon Sao Cha-ngok.
- Samet Nuea (Thai: องค์การบริหารส่วนตำบลเสม็ดเหนือ) bestehend aus dem kompletten Tambon Samet Nuea.
- Samet Tai (Thai: องค์การบริหารส่วนตำบลเสม็ดใต้) bestehend aus dem kompletten Tambon Samet Tai.
- Hua Sai (Thai: องค์การบริหารส่วนตำบลหัวไทร) bestehend aus dem kompletten Tambon Hua Sai.